# Placidus Maria Pichler
Placidus Maria Pichler (* 5. Mai 1722 als Joannes Andreas Pichler in Pfaffenhofen an der Ilm; † 23. Oktober 1796 in Venedig) war ein deutscher Benediktinerpriester und Organist.

## Leben
Joannes Andreas Pichler wurde am 7. Mai 1722 in Pfaffenhofen getauft. Beim Eintritt in den Benediktinerorden im Kloster Thierhaupten 1741 nahm er den Ordensnamen Placidus Maria an. 1745 empfing er die Priesterweihe. Mehrfach bereiste er Italien, erstmals 1749 Rom, wo er deutscher Beichtvater war. Um 1751 hielt er sich in Jerusalem auf, wo er im Benediktinerkloster ebenfalls u. a. als Beichtvater tätig war. Um 1762 hospitierte er am Kloster San Giorgio Maggiore in Venedig als Lateinlehrer. 1765 wechselte er in das Kloster Scheyern, verließ dieses jedoch 1774 wieder. Zunächst ging er wieder nach Rom, wo er am Kloster Sankt Paul vor den Mauern deutscher Beichtvater war, danach wechselte er in gleicher Funktion an das Kloster Santa Scolastica in Subiaco. Ab 1789 wirkte er wieder im Kloster San Giorgio Maggiore in Venedig als Organist, wo er dann bis zu seinem Lebensende blieb.
Placidus Maria Pichler galt als vortrefflicher Organist. Ob er auch komponierte, ist unklar. Felix Joseph Lipowsky verneinte dies ausdrücklich, wohingegen François-Joseph Fétis und Robert Eitner Werke Pichlers erwähnen. Bei den meisten der ihm im Répertoire International des Sources Musicales zugeschriebenen Kompositionen ist nur der Familienname Pichler genannt. Eine Reihe, wenn nicht sogar alle, der ihm zugeschriebenen Kompositionen stammen in Wirklichkeit von Johann Conrad Melchior Pichler.